# Anatol Bigot de Saint-Quentin
Anatol conte Bigot de Saint-Quentin, botezat Anatole (n. 7 martie 1849, Viena – d. 11 septembrie 1932, Jadova, România Mare), a fost un ofițer de cavalerie din Armata Comună a Austro-Ungariei cu gradul de general de cavalerie (anterior Feldzeugmeister), șambelan imperial, adevărat consilier secret imperial și mare postelnic al Arhiducelui Friedrich, Duce de Teschen din familia Bigot de Saint-Quentin.

## Familia

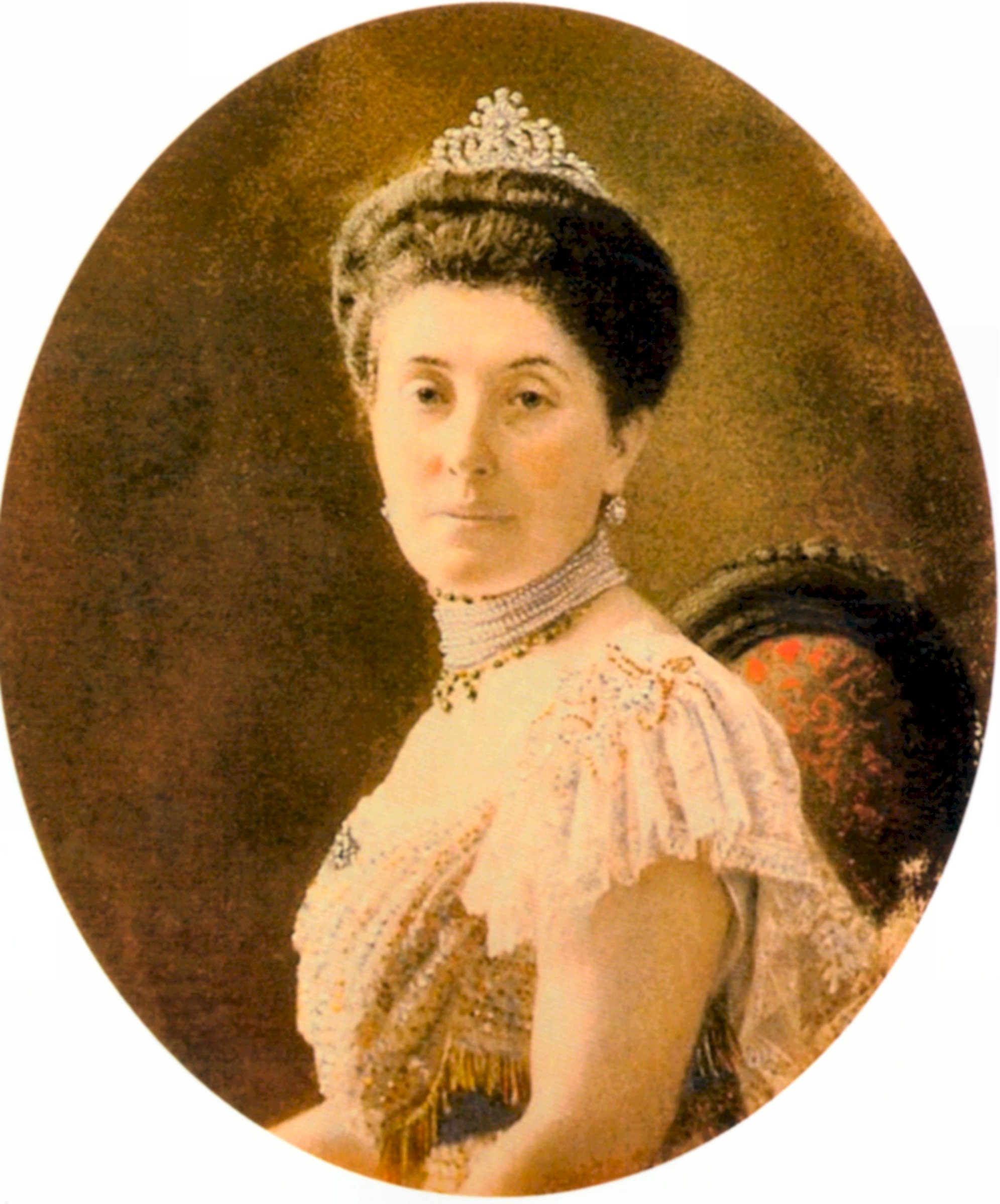
Elena de Flondor

Anatol s-a născut dintr-o familie nobilă franceză din Picardia, pomenită deja în secolul al XIV-lea. Bunicul său a fost Feldmarschalleutnantul și din 1840 divizionar la Sibiu François-Louis (Franz Ludwig) conte Bigot de Saint-Quentin (n. 25 noiembrie 1774, Marmoutier – d. 15 septembrie 1854, Viena), bunica Elise baroneasa von Ysselbach (n. 3 noiembrie 1779  - d. 17 ianuarie 1853). Tatăl său, maiorul imperial August (* 20 martie 1804, Radom – d. 18 decembrie 1848,  Ciucea)  a căzut tânăr pe timpul revoltei maghiare în bătălia de la Ciucea; mama sa a fost baroneasa Henriette Isabella von Podstatzki-Prussinowitz und Thonsern (n. 11 iulie 1816 – d. 30 martie 1903). Unchiul a fost renumitul general de cavalerie imperial habsburgic, Karl August Leopold (n. 12 iunie 1805, Neuburg an der Donau – d. 8 septembrie 1884, Kwassitz, Moravia), între altele și general comandor al Voivodinei Sârbești și Banatului Timișean precum și scriitor, pe care l-a moștenit.
Ulteriorul general s-a căsătorit la 3 iulie 1898 în Cernăuți cu Elena de Flondor (n. 22 noiembrie 1866, Cernăuți - d. 31 ianuarie 1930, Viena), strănepoata cavalerului Nicolae de Wassilko (n. 1759 - d. 1809) care moștenise de la tatăl ei George (1839-1917), căsătorit cu Aglaia de Goian, moșia Mega, iar Anatol a mai cumpărat moșiile din Jadova de la vărul Elenei, preotului-paroh Iancu de Goian. Soții au avut 3 copii: Douglas (n. 19 aprilie 1899 - d. 10 septembrie 1982), entomolog austriac, căsătorit cu Elisabeth von Wagner (1904-1985), Desideria (n. 2 iulie 1900 – d. 15 martie 1999), căsătorită cu Francisc conte Marenzi de Tagliuno i Talgate și Frederic Gheorghe (n. 4 octombrie 1906, Bratislava  - d. 16 februarie 2000, Viena), inginer cu diplomă, căsătorit în 1953 la București cu profesoara Florica Mihăilescu (n. 10 aprilie 1910, Buzău - d. 8 martie 1987, București, înmormântată în Buzău). Familia s-a stins pe linia masculină, după ce numai Desideria a avut copii.

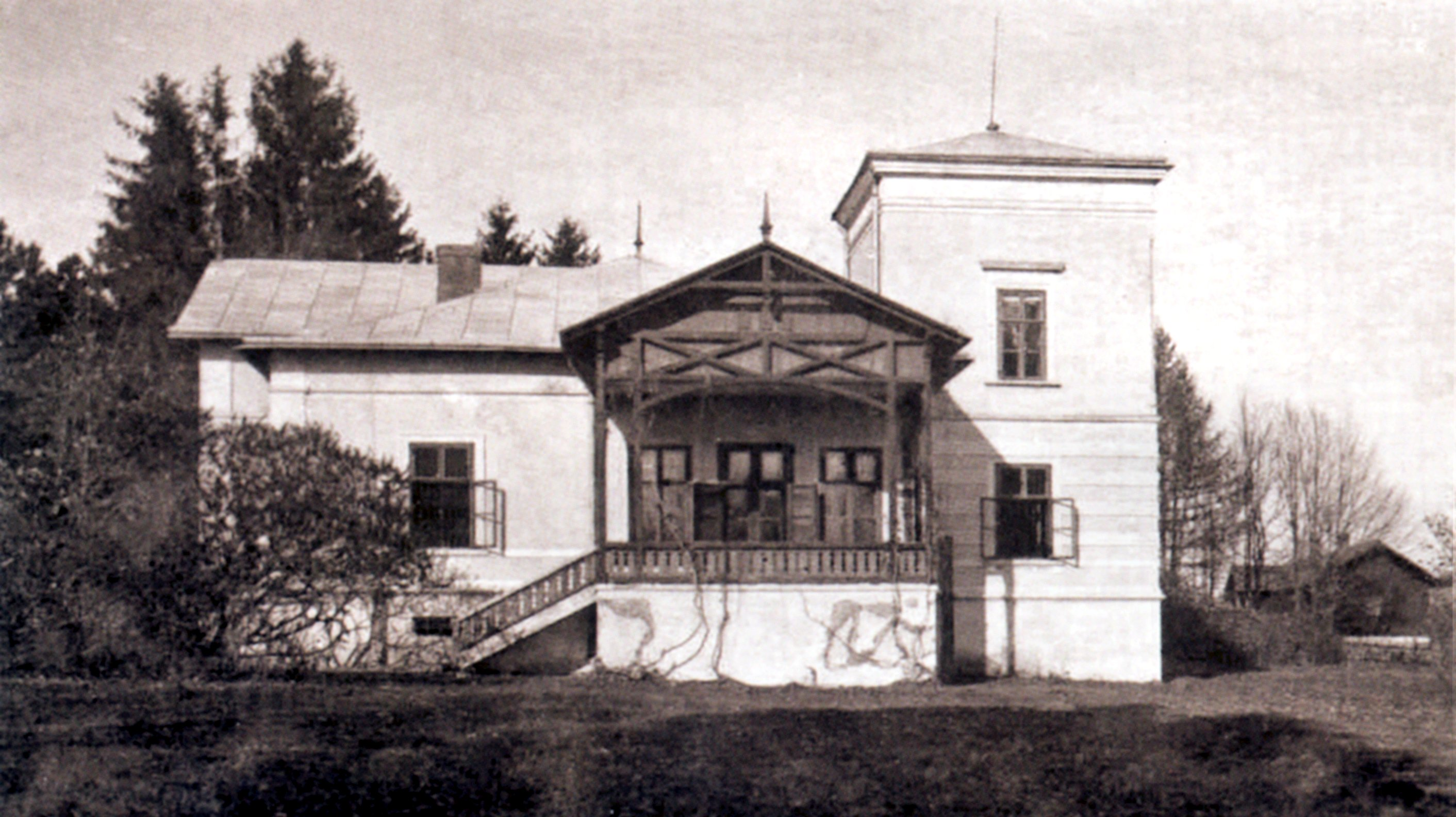
Conacul Mega pe la 1900
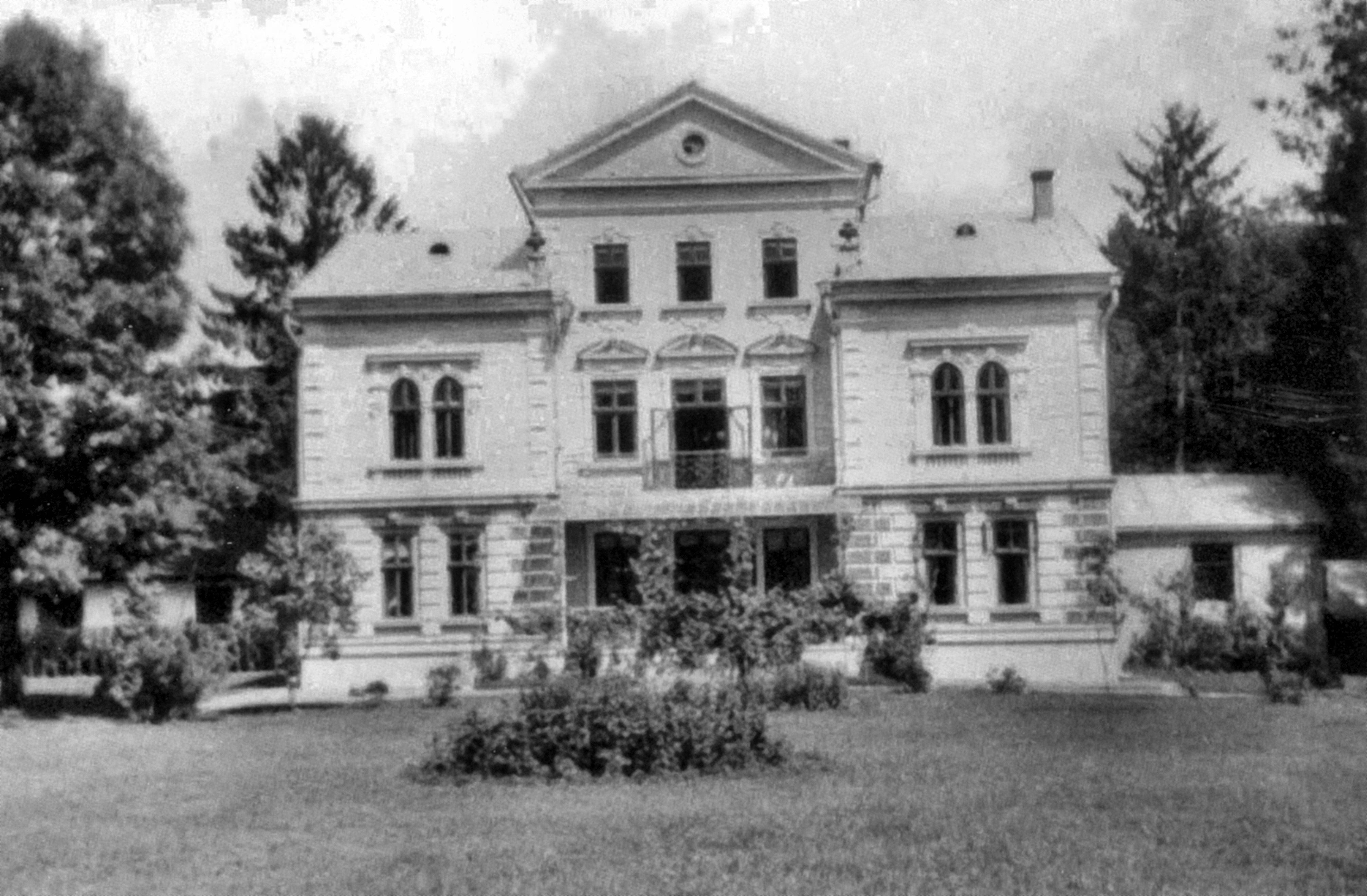
Conacul Jadova pe la 1900

## Biografie

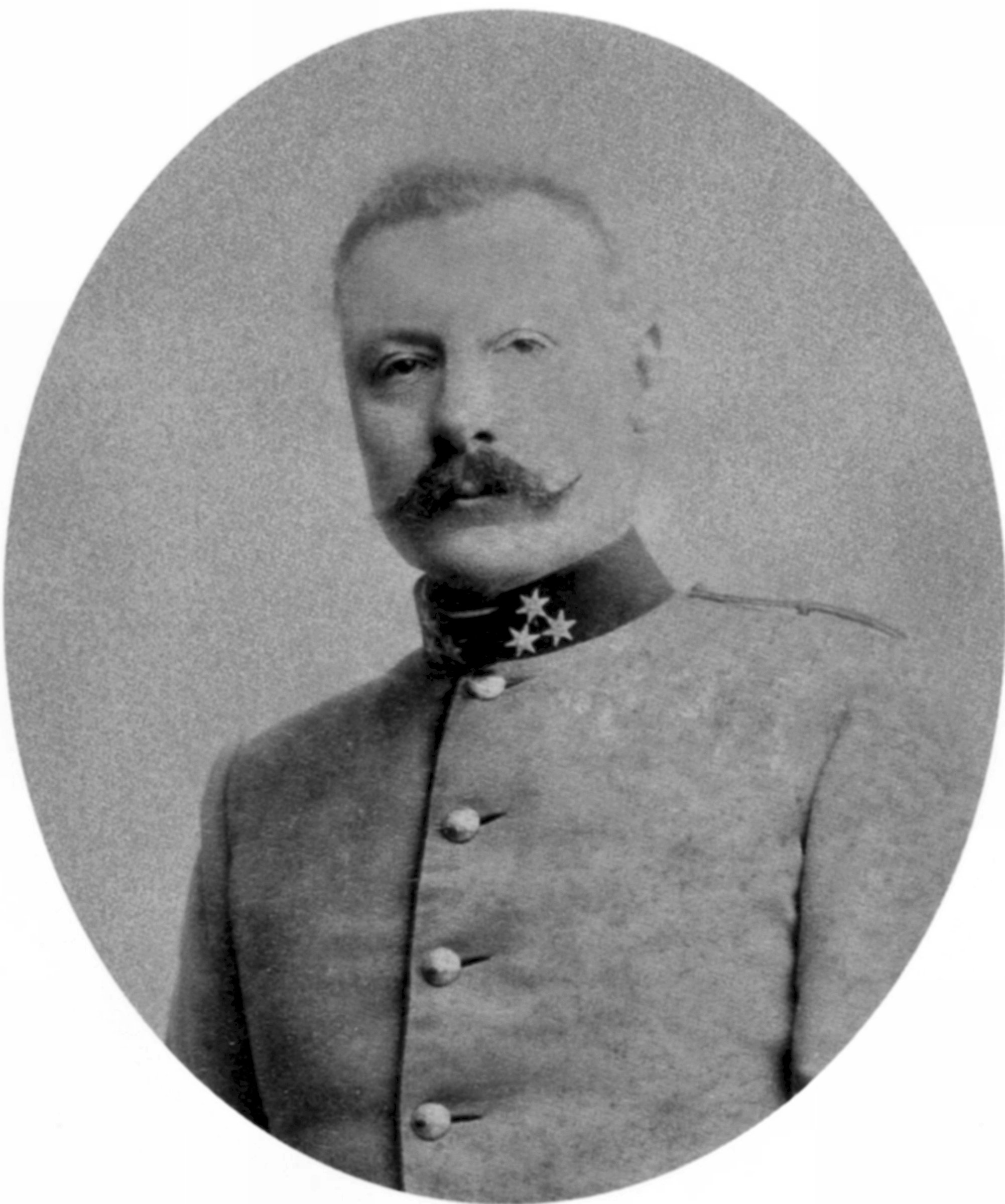
Anatol de St. Quentin ca căpitan

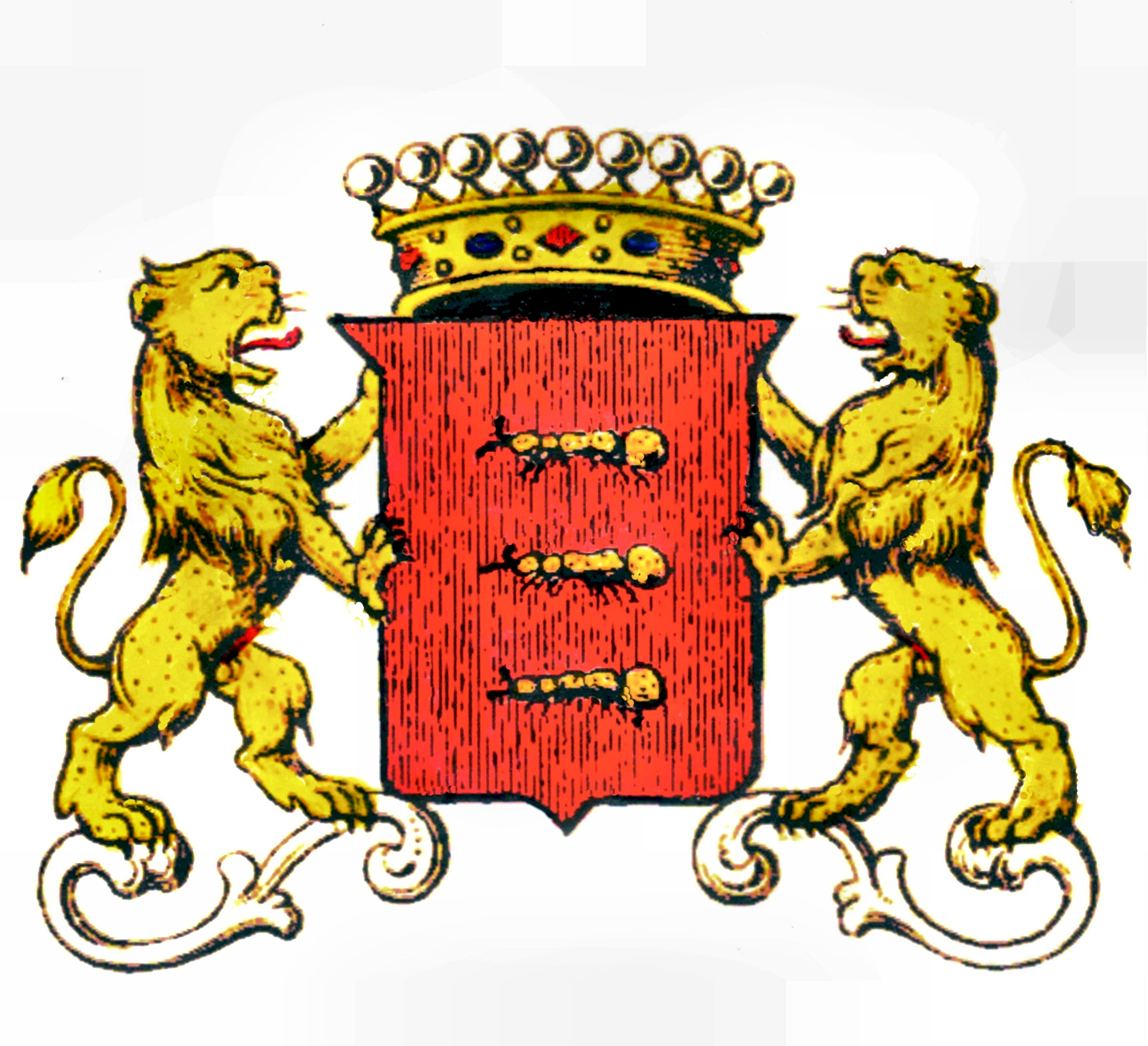
Stema contilor Bigot de St. Quentin

După ce a absolvit Academia Militară Tereziană din Wiener Neustadt, una dintre cele mai prestigioase din Europa, tânărul Anatol a fost transferat pe 1 mai 1869 ca locotenent la regimentul K.u.K. de dragoni „Prinz Eugen von Savoyen” nr. 13 sub comanda  Feldmarschalleutnant-ului baron Dobrženský von Dobrženitz. În anul 1883, pe atunci căpitan, a fost onorat cu titlul de șambelan imperial, iar pe ziua de 1 mai 1892 a fost numit  maior și adjutant de aripă al împăratului Franz Joseph al Austriei.
La 1 noiembrie 1895, după trei ani și jumătate serviciu direct pentru împărat, a devenit locotenent-colonel  și însărcinat cu comanda interimară de divizie la regimentul dragoni nr. 11, apoi, la 1 mai  1897, cu comanda regimentului K.u.K. boem de dragoni nr. 7 „Herzog von Lothringen“ (Duce de Lorena). În acest post a fost avansat la gardul de colonel în ziua de 1 noiembrie al anului.
La 17 martie 1903 a fost numit mare postelnic al Arhiducelui Friedrich, Duce de Teschen, ulteriorul Feldmareșal și  concomitent adevărat consilier secret. În această funcție a fost avansat la gradul de Generalmajor (1. Mai 1904). Cu prilejul vizitei arhiducelui Friedrich la Londra pe care generalul îl însoțise în exercitarea atribuțiilor sale, a fost decorat cu Marea cruce al Ordinului Regal Victorian de către  regele Eduard al VII-lea al Regatului Unit (11 iunie 1904).
În sfârșit, la 1 mai 1908, a urmat desemnarea de Feldmarschalleutnant, iar pe 1 ianuarie 1913 a fost onorat cu titlul de general de cavalerie și trimis la pensie).  Anatol s-a retras după acea la Jadova unde a administrat moșiile până la moartea sa la 11 septembrie 1932. Fiul său mai tânăr Frederic (Friedrich) a preluat administrația moșiilor din Jadova până la ocuparea sovietică  conform Pactului Ribbentrop-Molotov și răpirea Bucovinei de Nord în 1940.

## Decorații militare (selecție)
Generalul a fost un ofițer mult decorat, între altele cu:
- Comandor al Ordinului Național „Steaua României”
- Marea cruce al Ordinului Regal Victorian (1904)
- Marea Cruce al Ordinului Sf. Ludovic al lui Carol al II-lea, Duce de Parma
- Ordinul Coroana de Fier clasa 1
- Ordinul Coroana de Fier clasa 3
- Medalia de Merit Militar "Signum Laudis"
- Ordinul al Crucii de Fier de clasa 1
- Ordinul Prusac al Coroanei de clasa I
- Marea Cruce al Ordinului Spaniol de Merit
- Marea Cruce al Ordinului "Isabel la Católica"
- Marea Cruce al Ordinului „Friedrich” al regatului de Württemberg (1907)[11]
- Ordinul Regal al Prusiei „Vulturul Roșu” de clasa II
- Ofițer al Ordinului Saxoniei „Albrecht”
- Cavaler de casa 1 al Ordinului „Leul de Zähringen”
- Comandor al Ordinului Crucii Takovo, Serbia

## Galerie de imagini

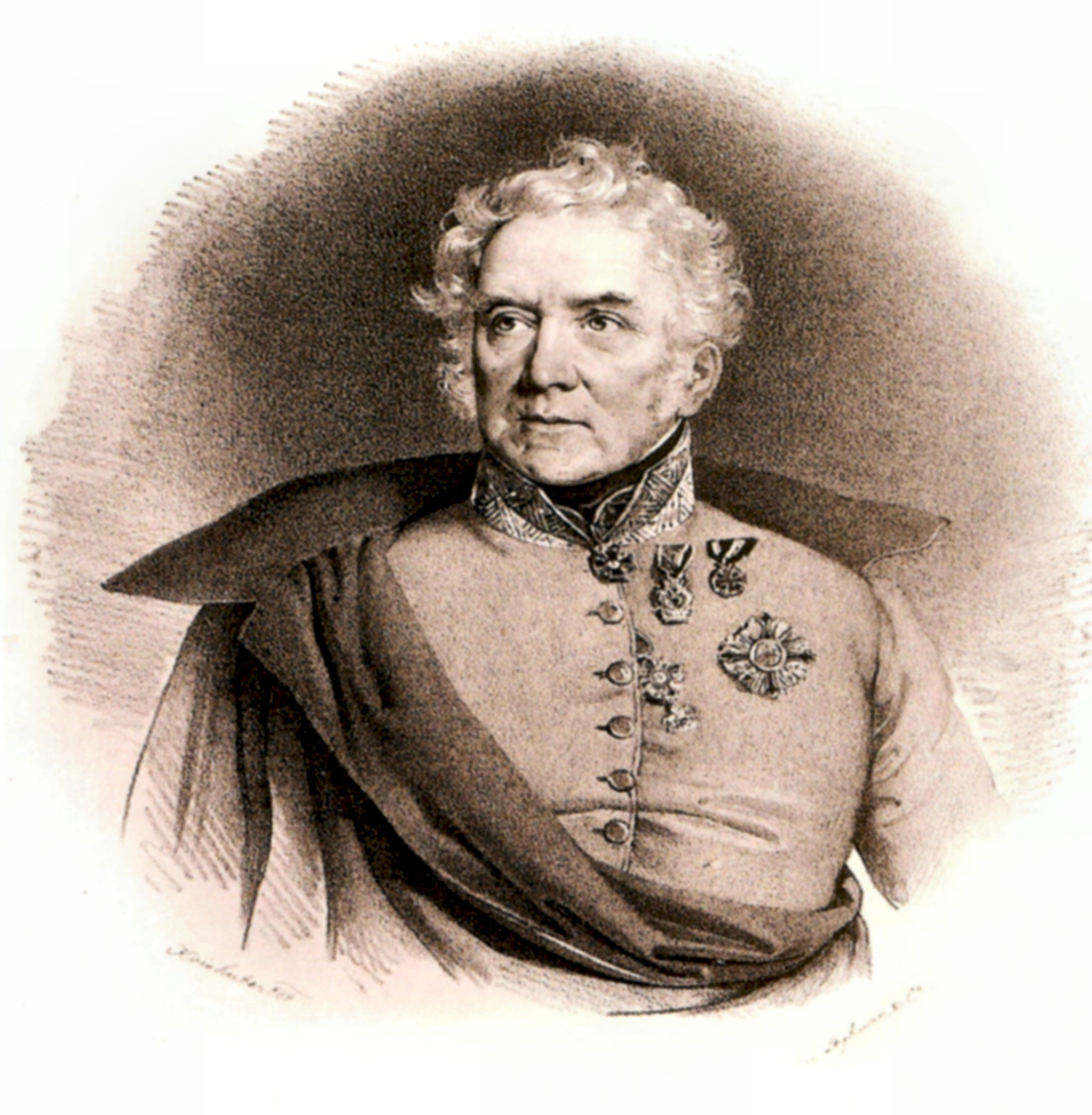
François-Louis de Saint-Quentin, pe la 1840
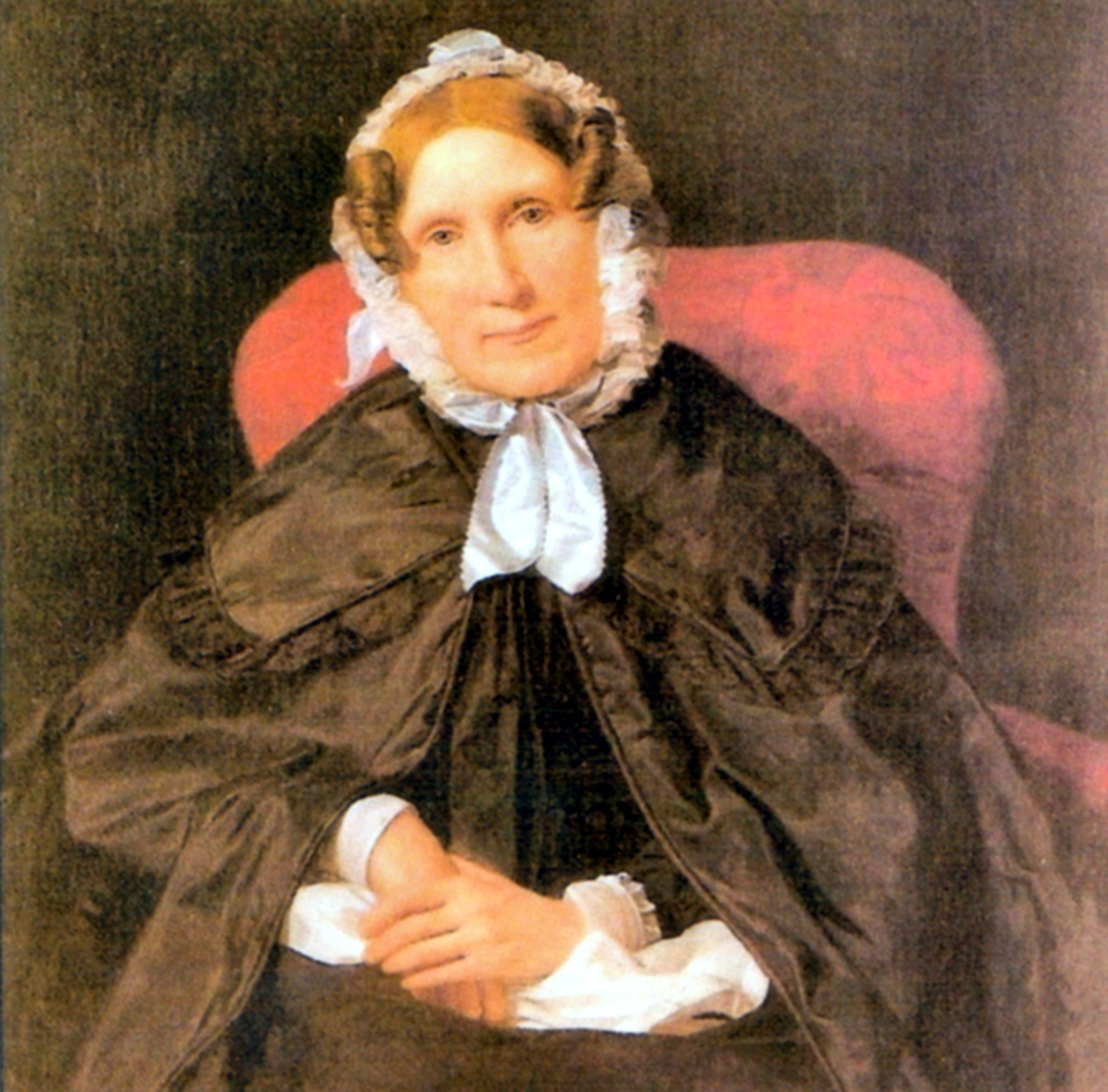
Elise von Ysselbach. pe la 1850
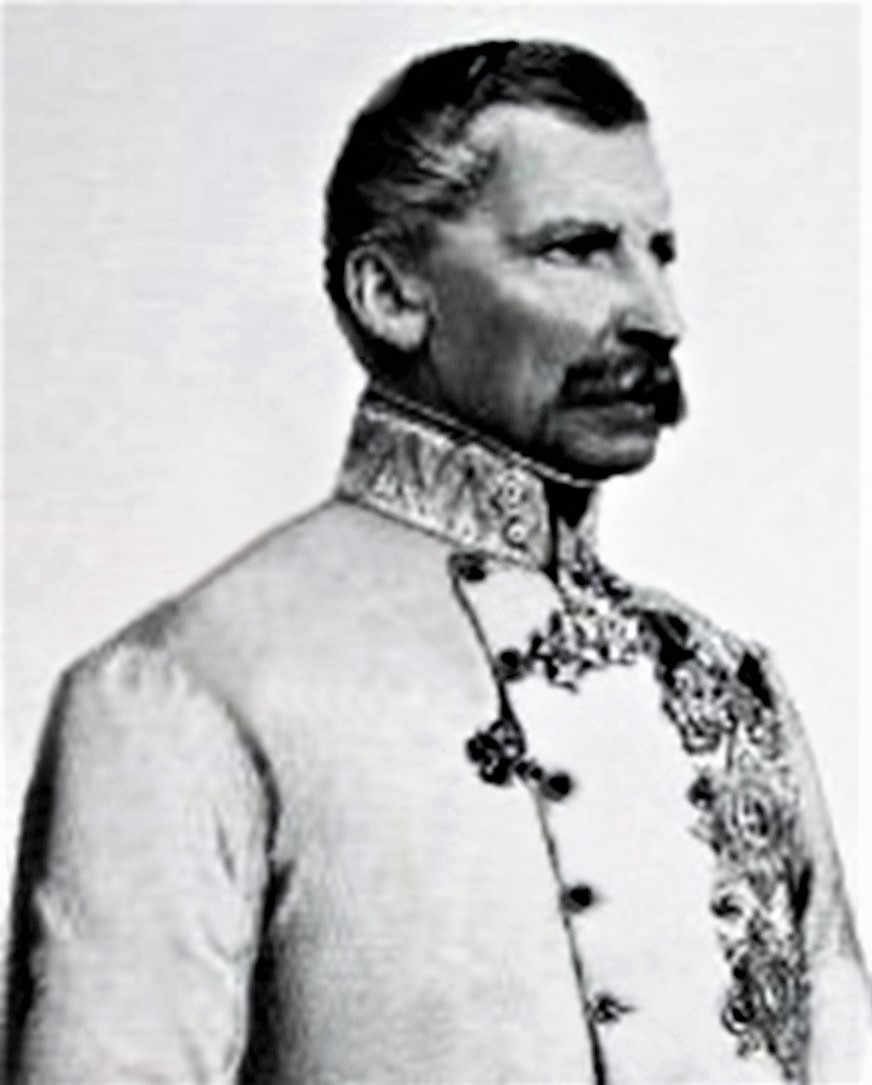
Karl August de Saint-Quentin, 1863
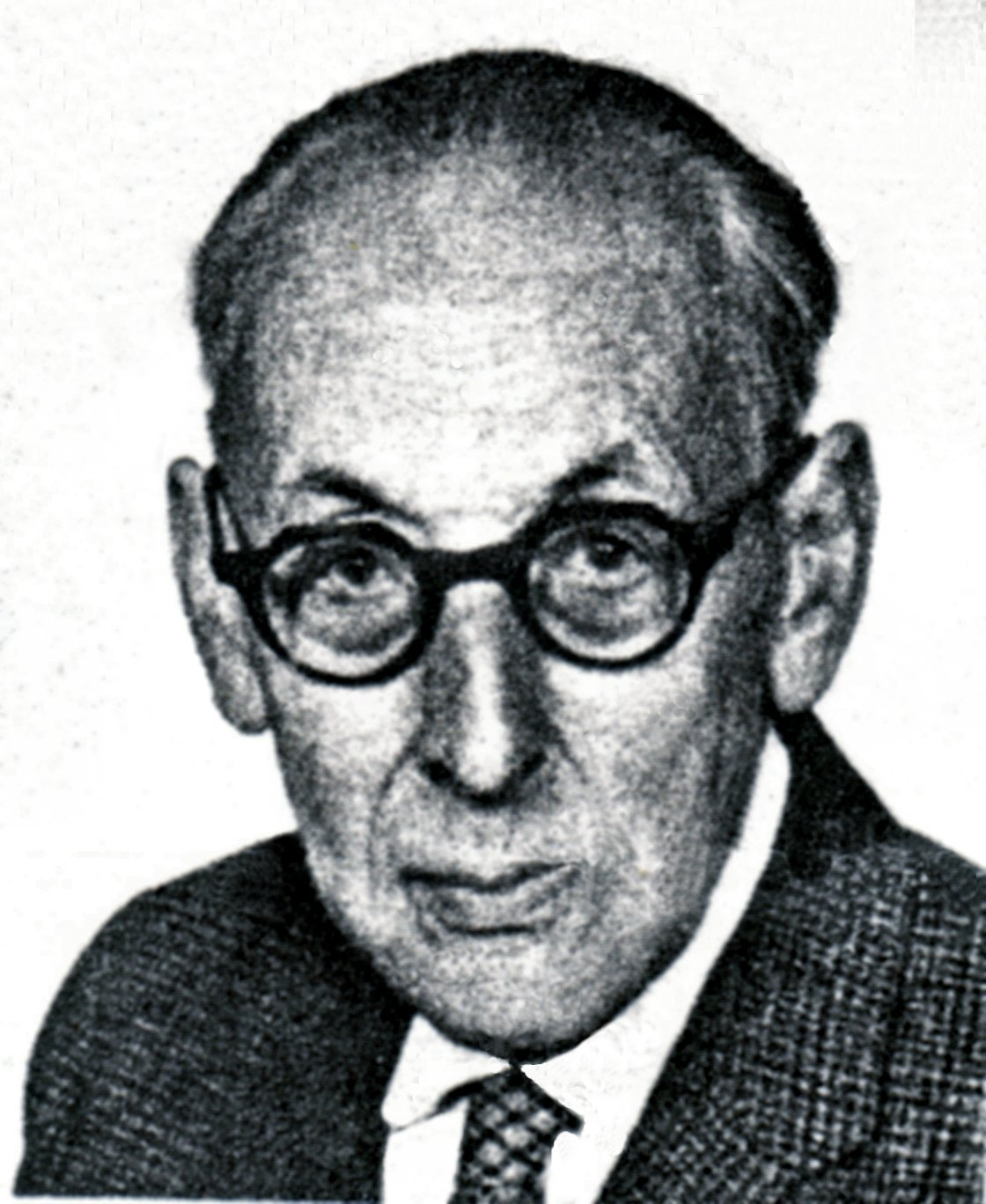
Douglas de Saint-Quentin, 1972
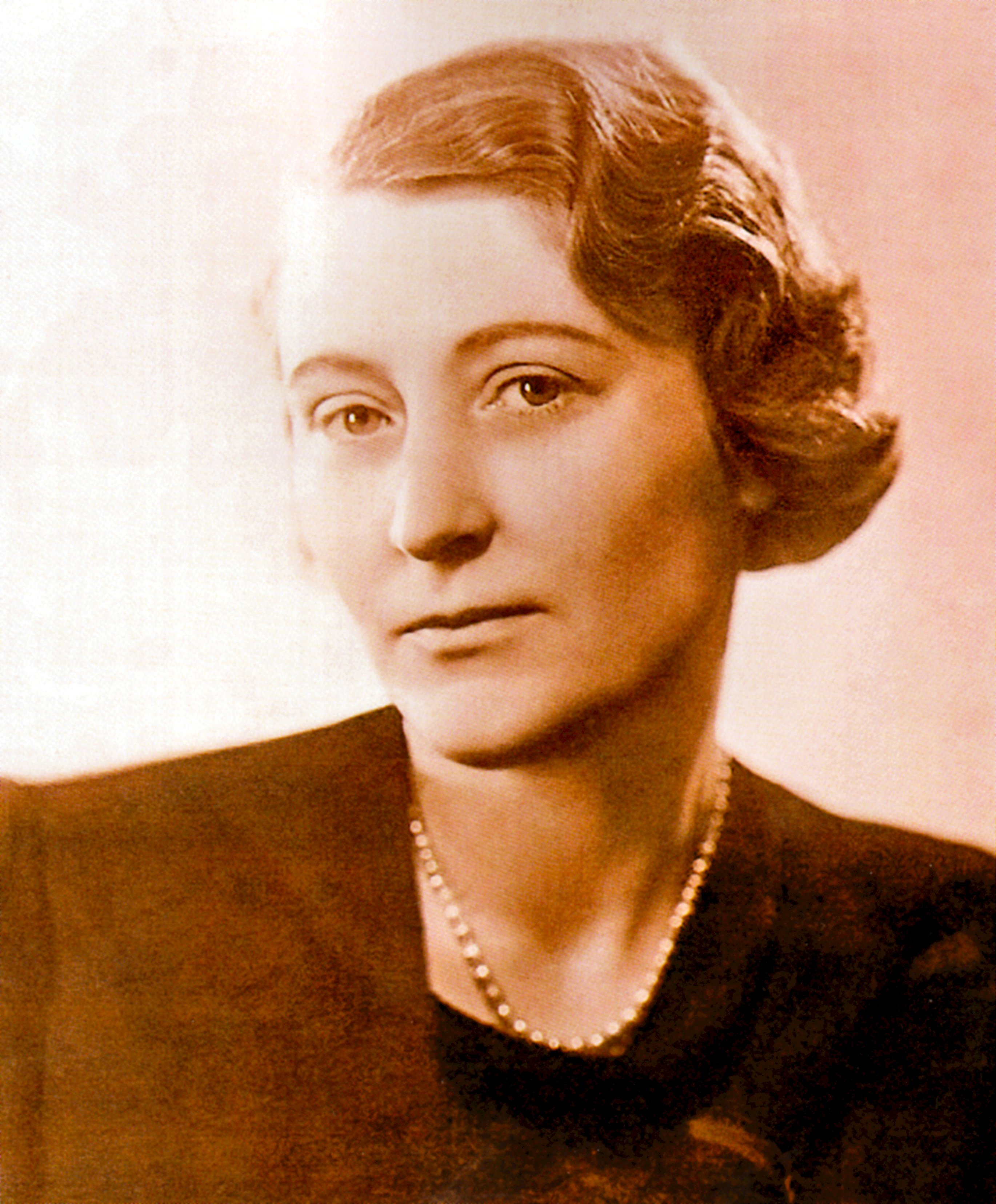
Desideria de Saint-Quentin, 1935
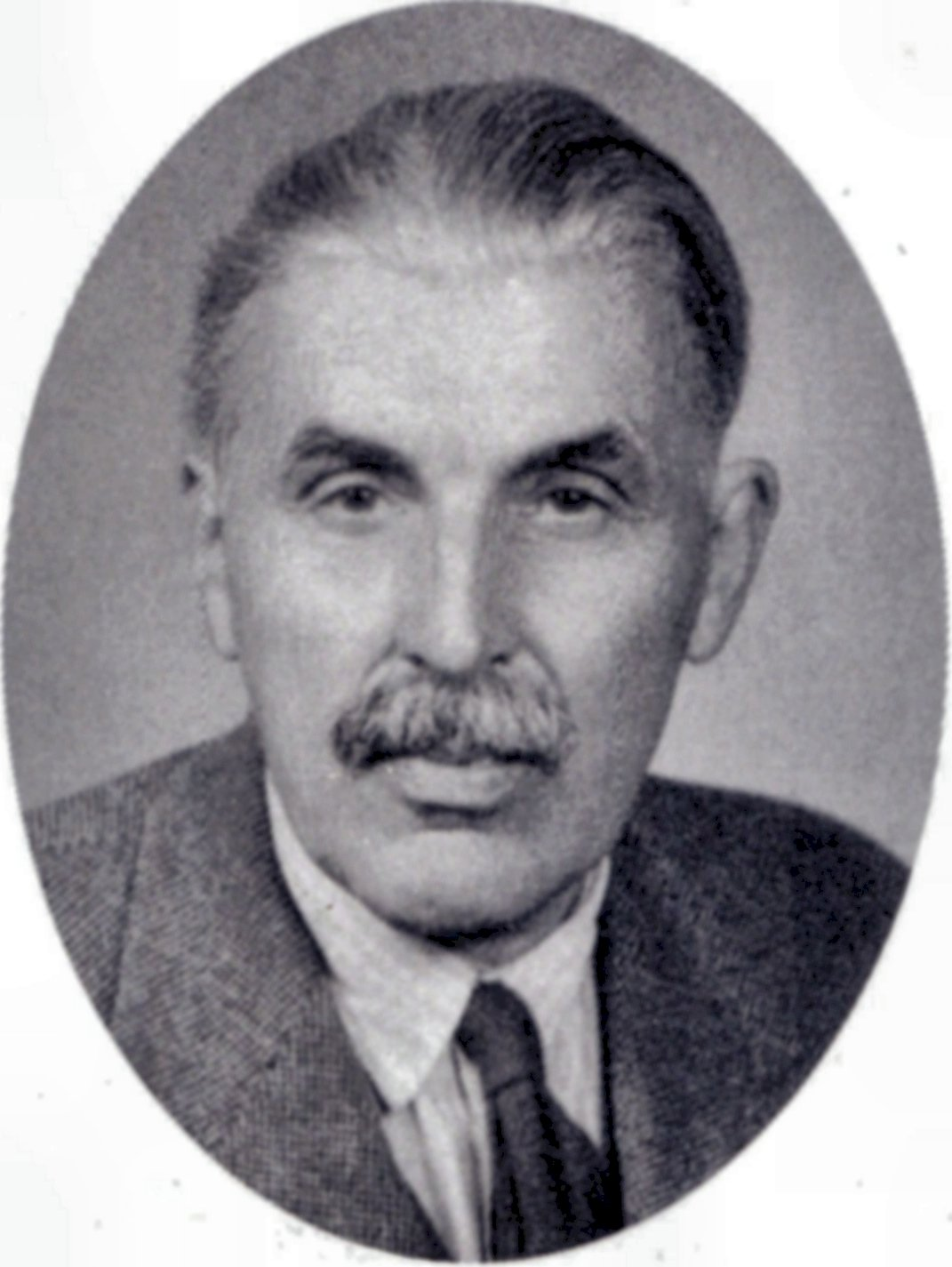
Frederic de St. Quentin, 1953
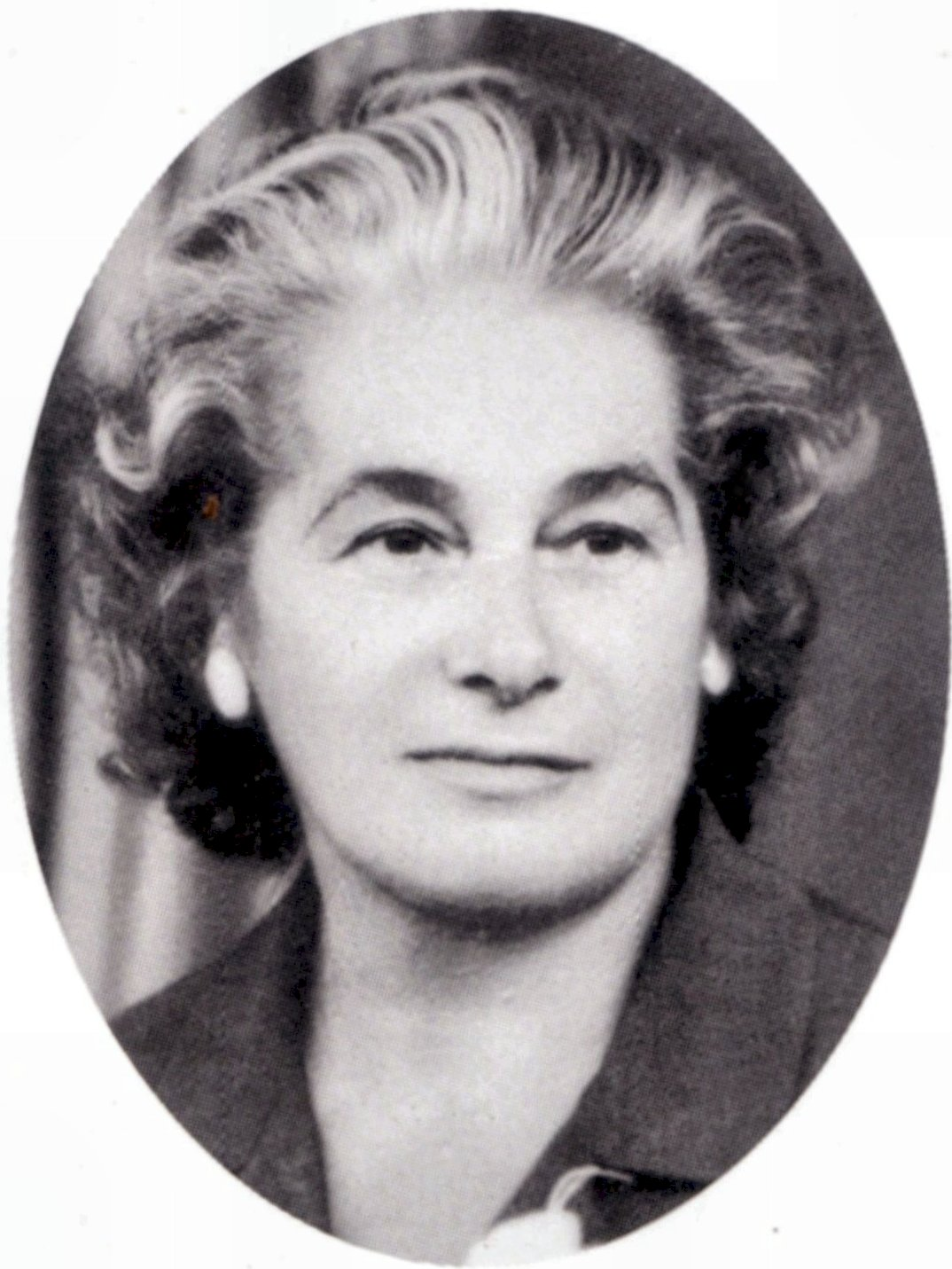
Florica Mihăilescu, 1953